# 藤山駅
藤山駅（ふじやまえき）は、北海道（留萌振興局）留萌市藤山町にあった北海道旅客鉄道（JR北海道）留萌本線の駅（廃駅）である。電報略号はフヤ。事務管理コードは▲121507であった。
廃止時点では下り始発と上りの朝2本の普通列車は通過していた。

## 歴史

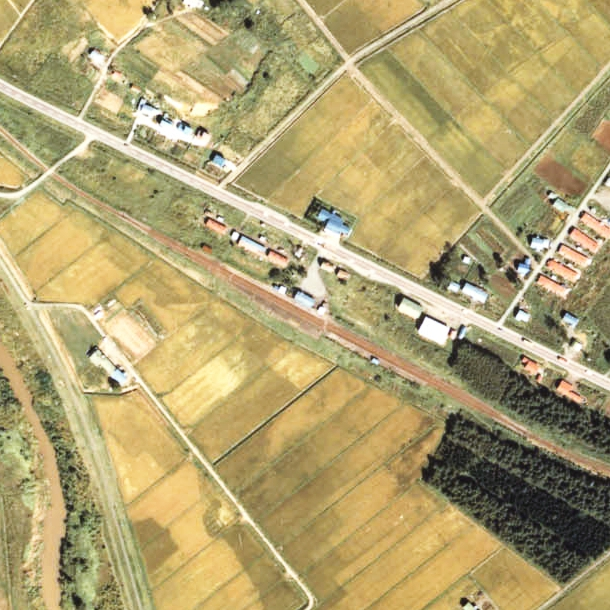
1977年の藤山駅と周囲約500メートル範囲。左が留萌方面。千鳥状に完全にずれた相対式ホーム2面2線。

- 1910年（明治43年）11月23日：鉄道院留萠線深川駅 - 留萠駅間開通に伴い開業[3][4]。一般駅[1]。
- 1931年（昭和6年）10月10日：線路名を留萠本線に改称、それに伴い同線の駅となる[4]。
- 1949年（昭和24年）6月1日：公共企業体である日本国有鉄道に移管。
- 1962年（昭和37年）11月1日：貨物取扱い廃止[1]。
- 1984年（昭和59年）2月1日：荷物取扱い廃止[1]。閉塞合理化に伴い交換設備廃止、同時に無人化[5][6][7]。
- 1987年（昭和62年）4月1日：国鉄分割民営化によりJR北海道に継承[1]。
- 1997年（平成9年）4月1日：線路名を留萌本線に改称、それに伴い同線の駅となる[4]。
- 2023年（令和5年）4月1日：石狩沼田駅 - 留萌駅間の廃止に伴い廃駅[8][JR北 1]。

### 駅名の由来
当地の農場主であった藤山要吉の農場内に駅が設置されたことに由来する。

## 駅構造
廃止時点では単式ホーム1面1線を有する地上駅であった。ホームは線路の北東側（留萌方面に向かって右手側）に存在する。転轍機を持たない棒線駅となっている。かつてはホームが千鳥式に配置された相対式ホーム2面2線を有する列車交換可能な交換駅であった。当時は互いのホームは駅舎側ホーム東側と対向側ホーム西側を結んだ構内踏切で連絡した。駅舎側が上り線、対向側ホームが下り線となっていた（番線表示なし）。そのほか下り線の留萌方から構内外側に分岐し対向側ホーム手前部分までの行き止まりの側線を1線有していた。交換設備運用廃止後は1993年（平成5年）3月までに線路は撤去されたが、深川方のホーム手前の線路は転轍機の名残で湾曲していた。
留萌駅管理の無人駅となっていた。駅舎は構内の北側に位置しホーム中央部分に接している。有人駅時代からの木造板張りの駅舎は一部が改築され、正面向かって左手側の事務室部分が解体された形態となっている。外壁は寄せ集めの建材により改修され、パッチワークのようになっている。トイレは無く、かつては有ったが現在は閉鎖されている。
駅前には開拓70周年の際に作られた「藤山開拓の碑」が建立され、櫟や藤が配された小公園となっている。

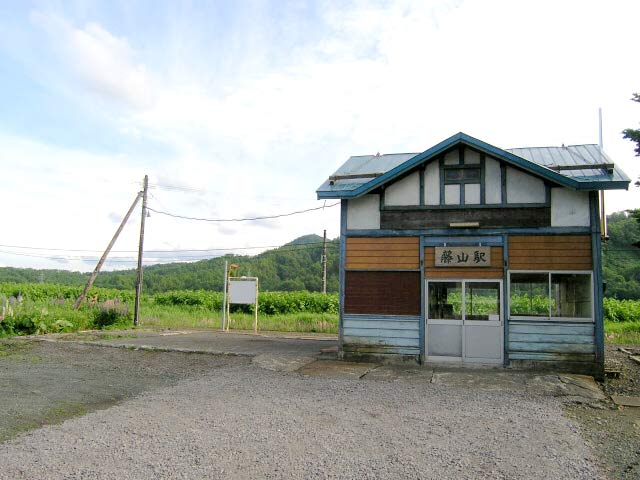
駅全体（2004年6月）
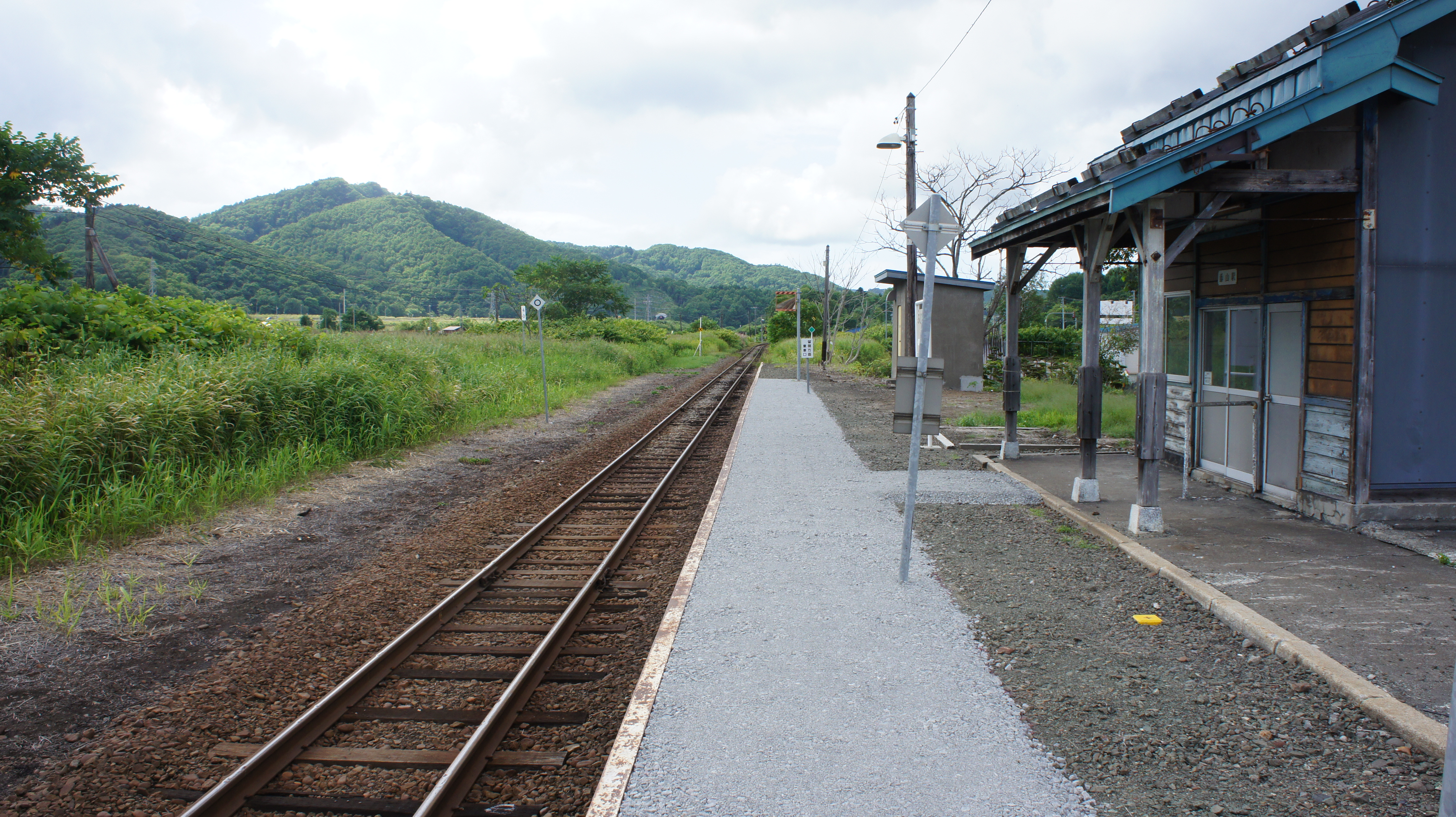
ホーム（2017年8月）
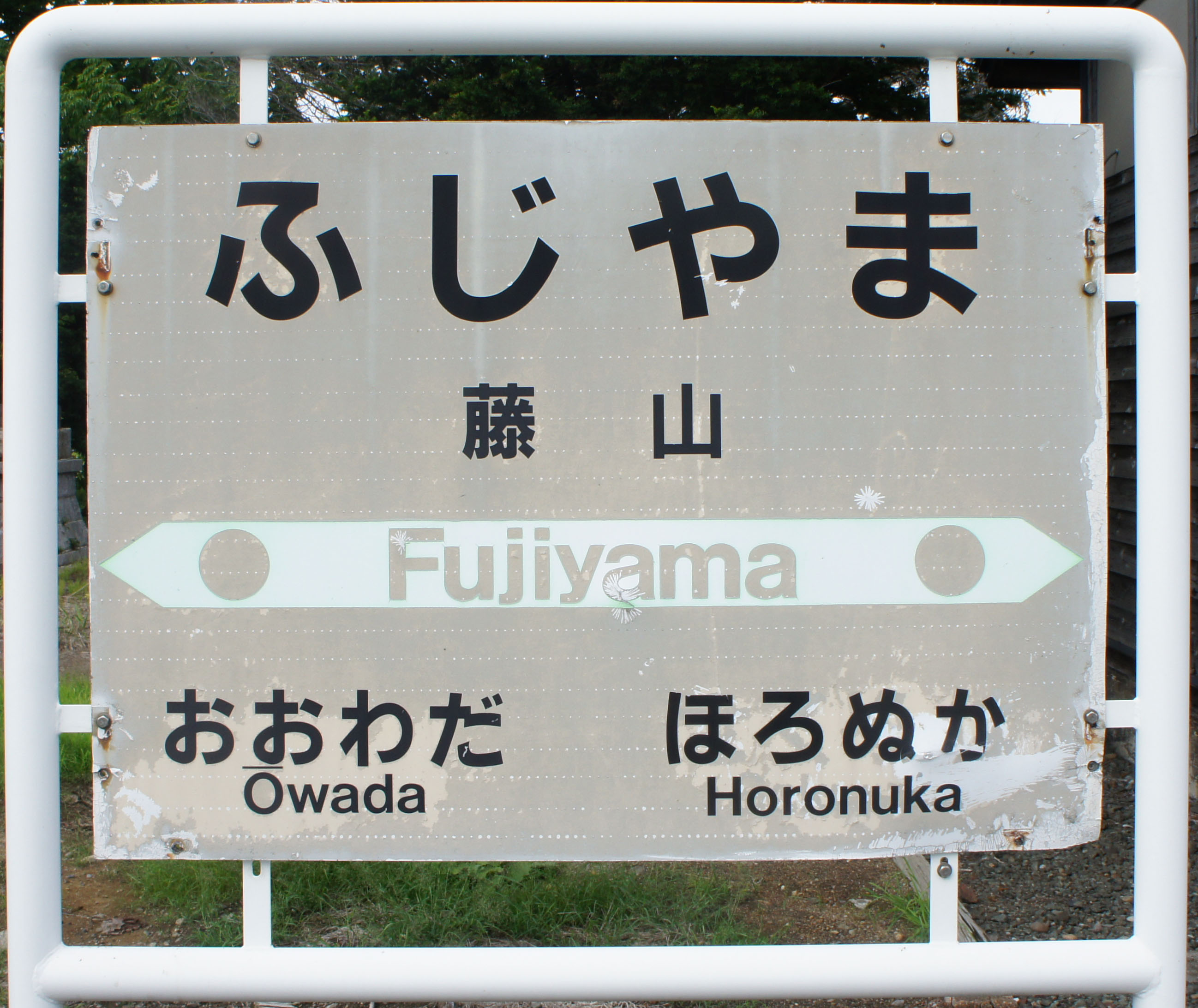
駅名標（2017年8月）

## 利用状況
乗車人員の推移は以下のとおりであった。年間の値のみ判明している年については、当該年度の日数で除した値を括弧書きで1日平均欄に示す。乗降人員のみが判明している場合は、1/2した値を括弧書きで記した。また、「JR調査」については、当該の年度を最終年とする過去5年間の各調査日における平均である。
| 年度               | 乗車人員 | 乗車人員 | 乗車人員    | 出典       | 備考                            |
| 年度               | 年間     | 1日平均  | JR調査      | 出典       | 備考                            |
| ------------------ | -------- | -------- | ----------- | ---------- | ------------------------------- |
| 1981年（昭和56年） |          | (22.5)   |             | [ 12 ]     | 1日乗降：45人                   |
| 1992年（平成04年） |          | (4.0)    |             | [ 11 ]     | 1日乗降：8人                    |
| 2015年（平成27年） |          |          | 「1名以下」 | [ 14 ]     |                                 |
| 2016年（平成28年） |          |          | 0.2         | [ JR北 2 ] | 同年度中に留萌駅 - 増毛駅間廃止 |
| 2017年（平成29年） |          |          | 0.2         | [ JR北 3 ] |                                 |
| 2018年（平成30年） |          |          | 0.2         | [ JR北 4 ] |                                 |
| 2019年（令和元年） |          |          | 0.2         | [ JR北 5 ] |                                 |
| 2020年（令和02年） |          |          | 0.2         | [ JR北 6 ] |                                 |
| 2021年（令和03年） |          |          | 0.0         | [ JR北 7 ] |                                 |
| 2022年（令和04年） |          |          | 0.4         | [ JR北 8 ] | 同年度末で営業終了              |

## 駅周辺
駅前に開拓記念碑「藤山開拓之碑」「翔く」が設置されている。農地は稲作主体で畑作も多い。藤山の集落があるが、山間の川沿いなのであまり大きくはなく、商店などは無いが、国道沿いに住宅が増えて来ている。
- 国道233号（留萌国道）
- 藤山小学校 - 平成15年3月18日、開校102年で閉校となった。
- 留萌市 美サイクル館
- 風土工房こさえーる（留萌市農村交流センター）
- 藤山車輌計測所
- 藤山貯水池
- 留萌川
- 沿岸バス・道北バス「藤山」停留所

## 隣の駅
北海道旅客鉄道（JR北海道）
留萌本線（当駅廃止直前時点）
幌糠駅 - *桜庭駅 - 藤山駅 - 大和田駅
*打消線は廃駅

### JR北海道
1. ↑  『留萌線（石狩沼田・留萌間）の廃止日繰上げの届出について』（PDF）（プレスリリース）北海道旅客鉄道、2022年12月9日。オリジナルの2022年12月9日時点におけるアーカイブ。2022年12月9日閲覧。
2. ↑  「駅別乗車人員（2016）」（PDF）『線区データ（当社単独では維持することが困難な線区）(地域交通を持続的に維持するために)』、北海道旅客鉄道株式会社、3頁、2017年12月8日。オリジナルの2018年8月17日時点におけるアーカイブ。2018年8月17日閲覧。
3. ↑  「留萌線（深川・留萌間）」（PDF）『線区データ（当社単独では維持することが困難な線区）(地域交通を持続的に維持するために)』、北海道旅客鉄道株式会社、3頁、2018年7月2日。オリジナルの2018年8月18日時点におけるアーカイブ。2018年8月18日閲覧。
4. ↑  “留萌線（深川・留萌間）” (PDF). 線区データ（当社単独では維持することが困難な線区）(地域交通を持続的に維持するために).   北海道旅客鉄道. p. 3 (2019年10月18日). 2019年10月18日時点のオリジナルよりアーカイブ。2019年10月18日閲覧。
5. ↑  “留萌線（深川・留萌間）” (PDF). 地域交通を持続的に維持するために > 輸送密度200人未満の線区（「赤色」「茶色」5線区）.   北海道旅客鉄道. p. 3 (2020年10月30日). 2020年11月2日時点のオリジナルよりアーカイブ。2020年11月4日閲覧。
6. ↑  “駅別乗車人員  特定日調査（平日）に基づく”.   北海道旅客鉄道. 2022年8月3日時点のオリジナルよりアーカイブ。2022年8月14日閲覧。
7. ↑  “駅別乗車人員  特定日調査（平日）に基づく”.   北海道旅客鉄道. 2022年9月3日時点のオリジナルよりアーカイブ。2022年9月3日閲覧。
8. ↑  “駅別乗車人員  特定日調査（平日）に基づく”.   北海道旅客鉄道. 2023年11月10日時点のオリジナルよりアーカイブ。2023年11月10日閲覧。